# Annibale Caro

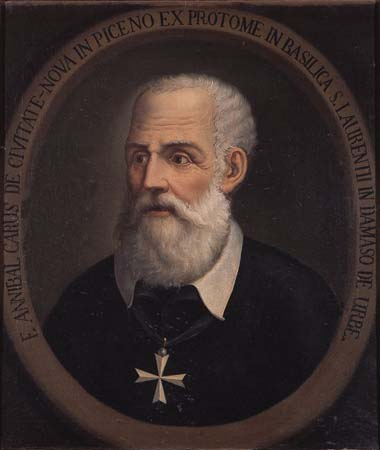
Annibale Caro als Commendatore des Malteserordens

Annibale Caro (* 19. Juni 1507 in Civitanova Marche, Marken; † 21. November 1566 in Rom) war ein italienischer Dichter.

## Leben
Annibale Caro wurde 1507 als Sohn armer Eltern in Civitanova in den Marken geboren. Nach der Schulzeit und dem Studium wirkte er als Lehrer im Haus des reichen Florentiners Ludovico Gaddi. Nach einiger Zeit wechselte Caro als Sekretär zu Kardinal Giovanni Gaddi, einem Bruder seines vorherigen Dienstherrn. Mit Kardinal Gaddi ging Caro nach Rom und führte dessen Geschäfte so gut, dass er dafür mit mehreren einträglichen Pfründen belohnt wurde. Diese Einnahmen verhalfen Caro, ein sorgenfreies Leben zu führen und mit den bedeutendsten Gelehrten und Schriftstellern Roms Umgang zu pflegen.
1543 starb Kardinal Gaddi und Caro wechselte in die Dienste Pier Luigi Farneses, der zwei Jahre später Herzog von Parma und Piacenza wurde. Anfangs noch in der Verwaltung tätig, war Caro schon bald in politisch-diplomatischen Missionen unterwegs; u. a. zu Kaiser Karl V. Als 1547 Caros Dienstherr ermordet wurde, arbeitete er in gleicher Mission für Kardinal Ranuccio Farnese, wechselte aber schon nach kurzer Zeit zu Kardinal Alessandro Farnese, dem er ebenfalls als Sekretär diente. Im Alter von 59 Jahren starb Annibale Caro am 21. November 1566 in Rom. Begraben ist er in der Kirche San Lorenzo in Damaso.

## Rezeption
Caro gehört nicht mehr zu den bekanntesten Schriftstellern Italiens, doch sein literarisches Schaffen wurde einmal – allein der Sprache und des Stils wegen – zu den Klassikern gerechnet. Besonders die toskanische Sprache fand in Caros Werken trotz einer Auseinandersetzung mit Lodovico Castelvetro breiten Niederschlag.
Auch sein Humor war nahezu sprichwörtlich und gründete sich u. a. auf seine Abhandlung Diceria de' nasi (über die Nase eines Freundes) und La Ficheide del P. Siceo col comento di Ser Agresto, mit dem Caro das Werk Capitolo de' Fichi des Schriftstellers Francesco Maria Molza kommentierte. Diese beiden Werke waren auch die einzigen, die zu Lebzeiten Caros veröffentlicht wurden.
Nicht weniger bekannt war Caros Aeneis, eine Übersetzung von Vergils Werk in reimlosen Versen. Von seinen eigenen Werken fanden die Sonette von Publikum und Kritik die größte Anerkennung.

## Werke

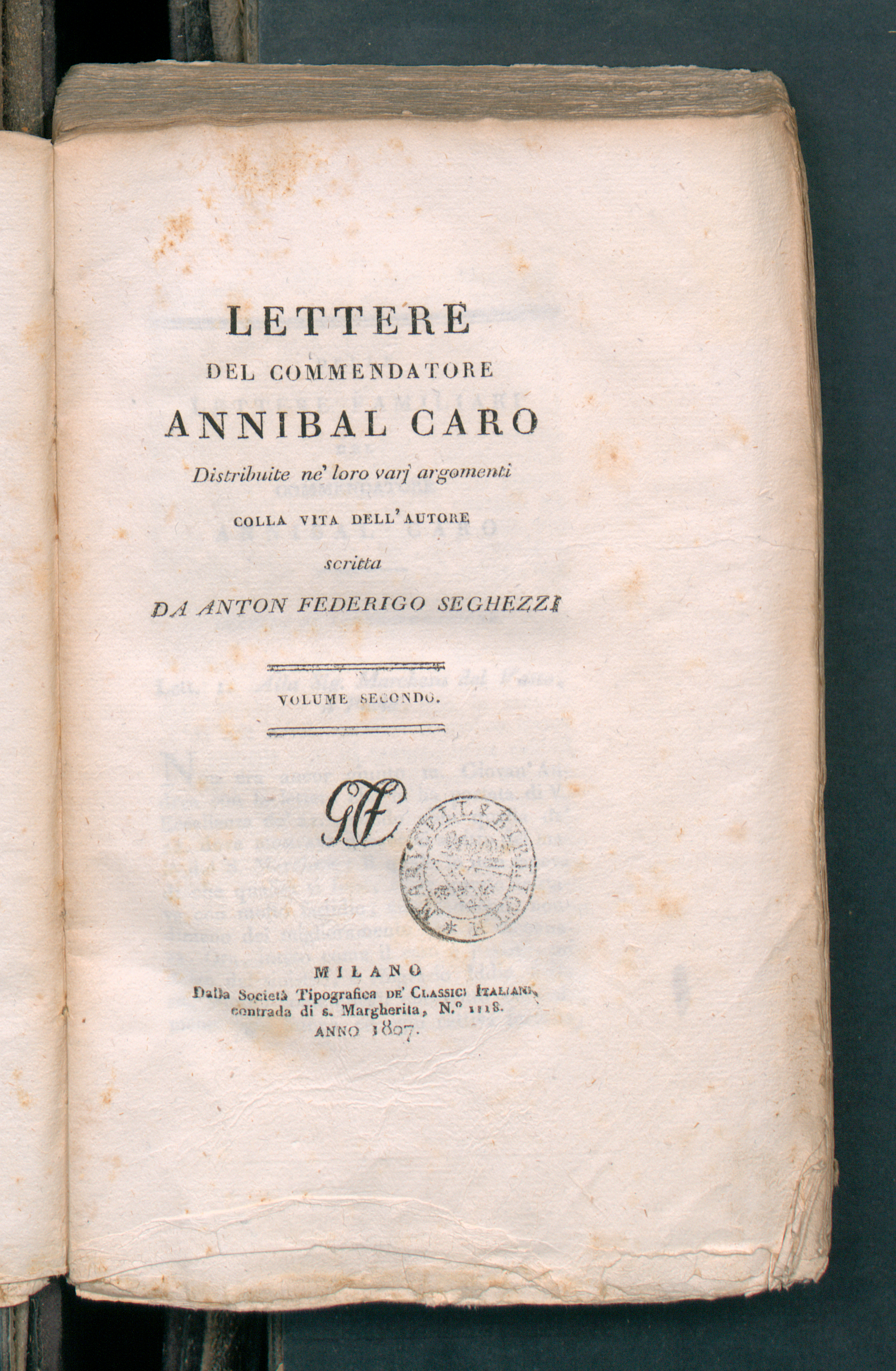
Lettere del commendatore Annibal Caro, 1807

- L’Eneide di Virgilio , Venedig 1581.
- Diceria de’ nasi. Rom 1539.
- Gli straccioni. Lustspiel. Venedig 1582.
- Lettere familiari (Venedig 1572–75)
- Lettere scritte a nome del cardinal Alessandro Farnese. Padua 1756.
- Rime. Venedig 1569.
- Apologia de gli academici di Banchi di Roma contra M. Lodovico Castelvetro da Modena, in forma d’uno spaccio di Maestro Pasquino, con alcune operette del Predella, del Bvratto, di Ser Fedocco, in difesa de la seguente Canzone del Commendatore Annibal Caro, Parma, Seth Viotto, 1558.